# Barleria lactiflora
Barleria lactiflora là một loài thực vật có hoa trong họ Ô rô. Loài này được Brummitt & Seyani mô tả khoa học đầu tiên năm 1978.